# Lista de municípios do Amazonas por área
Esta lista aborda as áreas territoriais totais de todos os municípios do estado do Amazonas por área territorial. Os dados são do Instituto Brasileiro de Geografia e Estatística (IBGE) e foram atualizados pela Portaria n° 177 de 15 de maio de 2020, publicada no Diário Oficial da União (DOU) em 19 de maio seguinte, tomando-se por base a divisão territorial do Brasil em 30 de abril de 2019.
O Amazonas é o maior estado brasileiro, localizado da Região Norte do Brasil, com 1 559 167,889 quilômetros quadrados (km²), pouco mais de 18% do território brasileiro, sendo maior que as áreas da Alemanha, França, Reino Unido e Itália somadas. Seria o décimo oitavo maior país do mundo em área territorial, pouco superior à Mongólia. É maior que a área da Região Nordeste brasileira, com seus nove estados, e uma das dez maiores subdivisões mundiais de países. Constitui-se ainda na terceira maior subdivisão das Américas, perdendo somente para o território do Nunavut (Canadá) e Alasca (EUA).
Apesar de seu grande território, o Amazonas possui apenas 62 municípios, menos que os 75 de Sergipe, o menor estado brasileiro. Boa parte dos municípios do Amazonas possuem grandes áreas territoriais. Seis dos dez maiores municípios do Brasil em território estão no Amazonas. Barcelos, com mais de 122 mil km², é o maior município amazonense em área e o segundo do Brasil, depois de Altamira, no Pará. O menor é Iranduba, na Região Metropolitana de Manaus, com cerca de 2 200 km². Em média, um município do Amazonas possui 25 147 km² de área territorial.

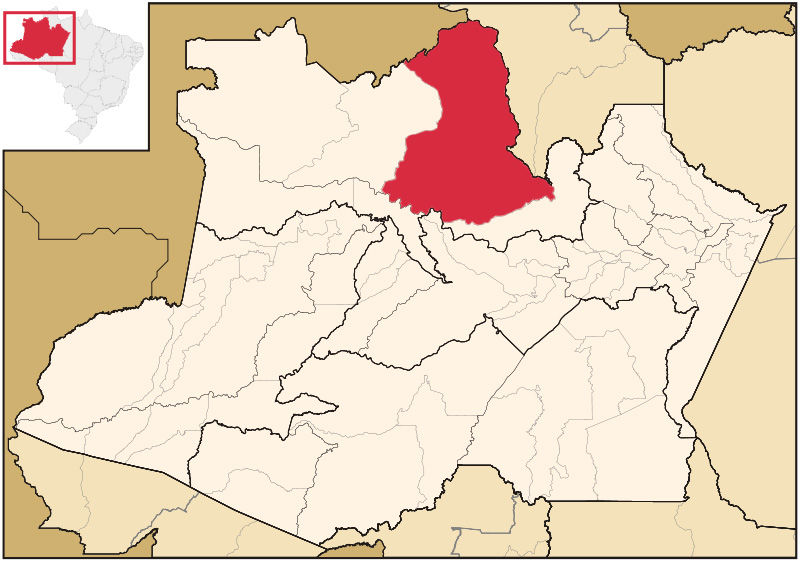
Barcelos é o município mais extenso no estado e o segundo no Brasil.

São Gabriel da Cachoeira é o segundo município mais extenso no estado e o terceiro no país.

Tapauá é o terceiro município mais extenso no estado e o quinto brasileiro.

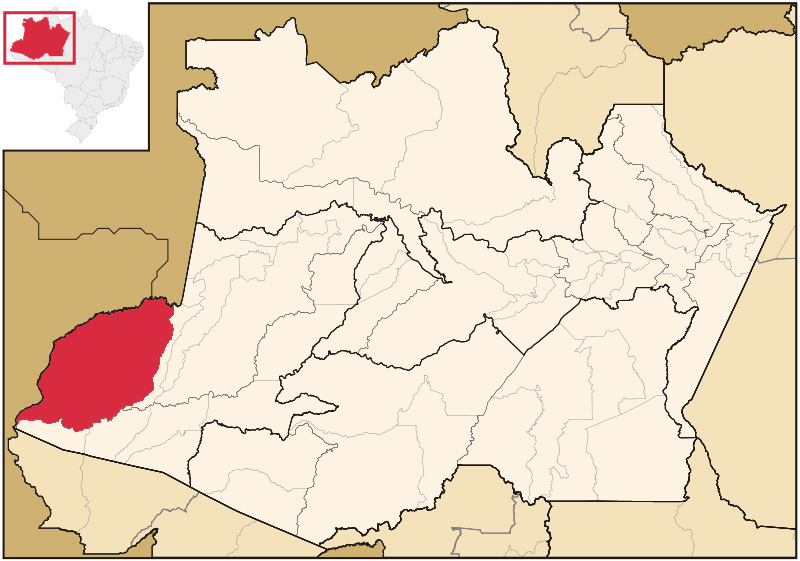
O município de Atalaia do Norte é o quarto mais extenso no Amazonas e o sétimo no Brasil.

Jutaí é o quinto município mais extenso no estado e o nono no Brasil.

A capital do estado, Manaus, é o trigésimo quinto município mais extenso. É ainda, a segunda capital do país em área.

O menor município do Amazonas, em área territorial, é Iranduba, com 2.215 quilômetros quadrados.

## Lista
| Posição | Município                 | Área (km²)  | % do estado |
| ------- | ------------------------- | ----------- | ----------- |
| 1       | Barcelos                  | 122 461,086 | 7,8543      |
| 2       | São Gabriel da Cachoeira  | 109 181,245 | 7,0025      |
| 3       | Tapauá                    | 84 946,035  | 5,4482      |
| 4       | Atalaia do Norte          | 76 435,093  | 4,9023      |
| 5       | Jutaí                     | 69 457,415  | 4,4548      |
| 6       | Lábrea                    | 68 262,68   | 4,3781      |
| 7       | Santa Isabel do Rio Negro | 62 800,078  | 4,0278      |
| 8       | Coari                     | 57 970,768  | 3,7181      |
| 9       | Japurá                    | 55 827,203  | 3,5806      |
| 10      | Apuí                      | 54 240,556  | 3,4788      |
| 11      | Manicoré                  | 48 315,023  | 3,0988      |
| 12      | Borba                     | 44 236,184  | 2,8372      |
| 13      | Pauini                    | 41 624,664  | 2,6697      |
| 14      | Novo Aripuanã             | 41 179,656  | 2,6411      |
| 15      | Maués                     | 39 991,066  | 2,5649      |
| 16      | Novo Airão                | 37 776,77   | 2,4229      |
| 17      | Canutama                  | 33 642,732  | 2,1577      |
| 18      | Humaitá                   | 33 111,143  | 2,1236      |
| 19      | Urucará                   | 27 901,962  | 1,7895      |
| 20      | Carauari                  | 25 778,658  | 1,6534      |
| 21      | Presidente Figueiredo     | 25 459,099  | 1,6329      |
| 22      | Itamarati                 | 25 260,429  | 1,6201      |
| 23      | Tefé                      | 23 692,223  | 1,5195      |
| 24      | Boca do Acre              | 21 938,583  | 1,4071      |
| 25      | São Paulo de Olivença     | 19 658,502  | 1,2608      |
| 26      | Juruá                     | 19 442,548  | 1,2470      |
| 27      | Codajás                   | 18 700,713  | 1,1994      |
| 28      | Beruri                    | 17 472,779  | 1,1206      |
| 29      | Maraã                     | 16 830,827  | 1,0795      |
| 30      | Eirunepé                  | 14 966,242  | 0,9599      |
| 31      | Nhamundá                  | 14 107,04   | 0,9048      |
| 32      | Santo Antônio do Içá      | 12 366,143  | 0,7931      |
| 33      | Fonte Boa                 | 12 155,427  | 0,7796      |
| 34      | Ipixuna                   | 12 109,779  | 0,7767      |
| 35      | Manaus                    | 11 401,092  | 0,7312      |
| 36      | São Sebastião do Uatumã   | 10 647,463  | 0,6829      |
| 37      | Uarini                    | 10 274,677  | 0,6590      |
| 38      | Caapiranga                | 9 455,539   | 0,6064      |
| 39      | Itacoatiara               | 8 891,906   | 0,5703      |
| 40      | Benjamin Constant         | 8 695,391   | 0,5577      |
| 41      | Autazes                   | 7 652,852   | 0,4908      |
| 42      | Guajará                   | 7 583,534   | 0,4864      |
| 43      | Envira                    | 7 505,794   | 0,4814      |
| 44      | Manacapuru                | 7 336,579   | 0,4705      |
| 45      | Tonantins                 | 6 446,894   | 0,4135      |
| 46      | Careiro                   | 6 096,21    | 0,3910      |
| 47      | Anori                     | 6 036,38    | 0,3872      |
| 48      | Parintins                 | 5 956,047   | 0,3820      |
| 49      | Alvarães                  | 5 923,461   | 0,3799      |
| 50      | Rio Preto da Eva          | 5 815,622   | 0,3730      |
| 51      | Barreirinha               | 5 751,765   | 0,3689      |
| 52      | Nova Olinda do Norte      | 5 578,132   | 0,3578      |
| 53      | Amaturá                   | 4 754,109   | 0,3049      |
| 54      | Itapiranga                | 4 335,075   | 0,2780      |
| 55      | Manaquiri                 | 3 973,259   | 0,2548      |
| 56      | Silves                    | 3 723,382   | 0,2388      |
| 57      | Tabatinga                 | 3 266,062   | 0,2095      |
| 58      | Urucurituba               | 2 886,494   | 0,1851      |
| 59      | Careiro da Várzea         | 2 627,474   | 0,1685      |
| 60      | Boa Vista do Ramos        | 2 589,407   | 0,1661      |
| 61      | Anamã                     | 2 446,121   | 0,1569      |
| 62      | Iranduba                  | 2 216,817   | 0,1422      |